# كولن جيمس (مغني)
كولن جيمس هو مغني كندي، ولد في 17 أغسطس 1964 في ريجاينا في كندا.

## وصلات خارجية
- الموقع الرسمي
- كولن جيمس على موقع IMDb (الإنجليزية)
- كولن جيمس على موقع ميوزك برينز (الإنجليزية)
- كولن جيمس على موقع أول ميوزيك (الإنجليزية)
- كولن جيمس على موقع ديسكوغز (الإنجليزية)